# Hällbybrunn
Hällbybrunn – miejscowość (tätort) w Szwecji, w regionie administracyjnym (län) Södermanland, w gminie Eskilstuna.
Według danych Szwedzkiego Urzędu Statystycznego liczba ludności wyniosła: 3323 (31 grudnia 2015), 3324 (31 grudnia 2018) i 3320 (31 grudnia 2019).